# Проэресий
Проэре́сий  (Проэре́сий Армянин), известный также как Пару́йр Айка́зн (арм. Պարույր Հայկազն; 275—367) — известный римский ритор и философ-софист армянского происхождения.

## Биография
Родился в 275 году в одной из восточных областей Великой Армении.
Глава филос.-риторической школы неоплатонизма в Афинах, автор ряда риторич. и филос. произведений,  к-рые, однако, до нас не дошли. Учениками Айказна были отцы Церкви: святители Василий Великий и Григорий Богослов, а также будущий император Юлиан Отступник. Паруйр Айказн был ревностным христианином, поэтому, когда император Юлиан запретил христианам заниматься преподаванием философии, то он закрыл свою школу. Вскоре он был приглашен в Рим императором Константом, где настолько прославился своим ораторским искусством, что ему еще при жизни был воздвигнут памятник с надписью: «Царица держав Рим — царю красноречия» («Rerum regina Roma— regi eloquentiae»).
Умер в 367 году.